# El Curs de l'Imperi

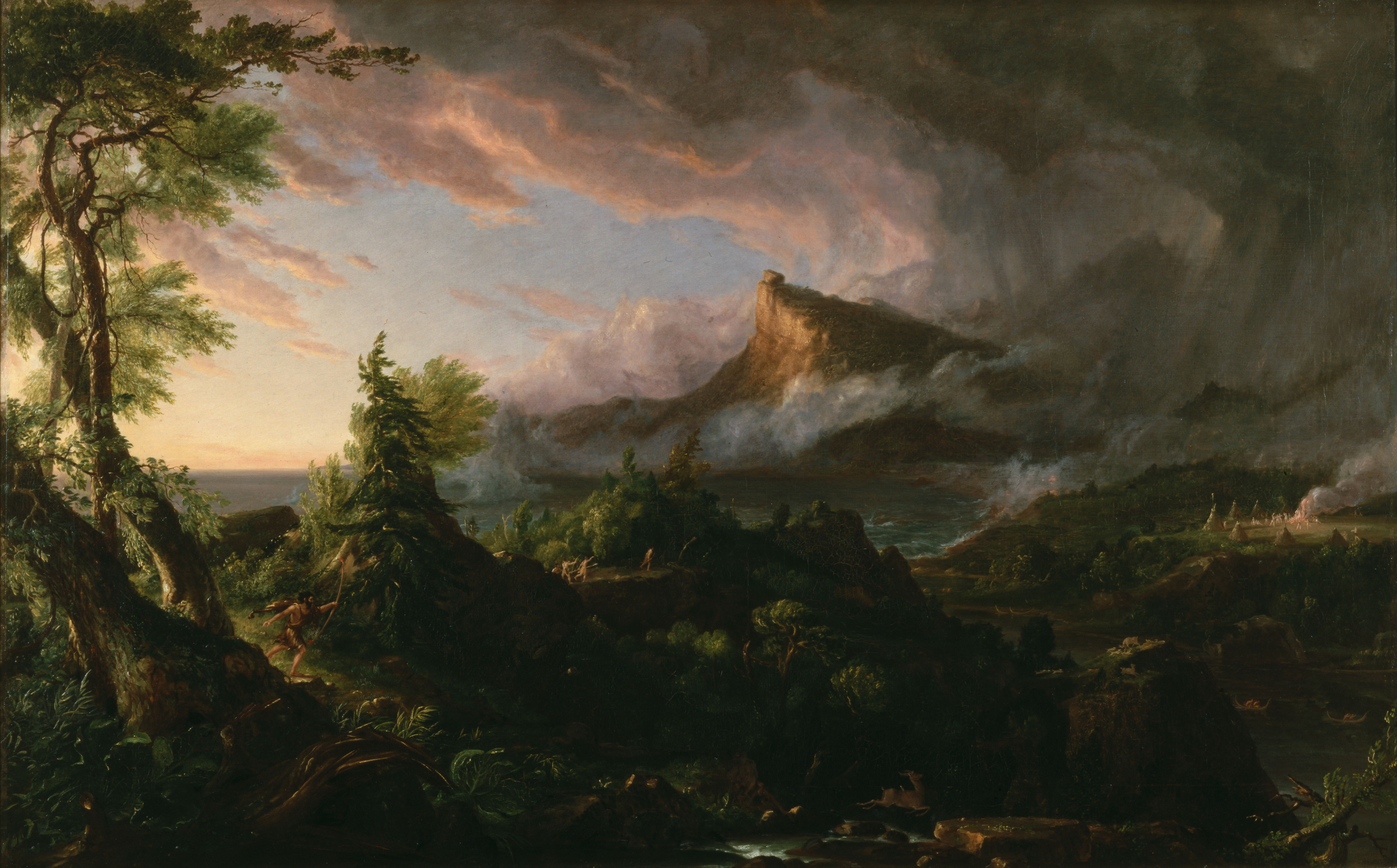
L'Estat Primitiu, o El Començament de l'Imperi-

El Curs de l'Imperi, o The Course of Empire, en el seu títol original en anglès, és una sèrie de cinc quadres, obra de Thomas Cole, un pintor estatunidenc d'origen britànic, considerat l'iniciador de l'Escola del Riu Hudson.

## Introducció
A finals de la dècada de 1820, Thomas Cole, que ja havia construït una sòlida carrera com a pintor paisatgista, desitjava pintar paisatges que tinguessin un propòsit superior. El 1827 va començar a pensar en un cicle de pintures que mostressin l'ascens i la caiguda d'una civilització, i uns anys més tard va començar a fer uns esbossos i desenvolupar-ne les idees. Cercant un mecenes, va intentar persuadir Robert Gilmor Jr. (1774–1848) qui no va estar-hi interessat. Finalment, el 1833, el comerciant novaiorquès Luman Reed va encarregar a Cole que pintés un cicle de cinc pintures per a la galeria d'art de la seva nova casa a Greenwich Street. En aquesta sèrie, Cole va representar la història d'un Imperi que apareix, es desenvolupa, creix fins a la maduresa, i finalment col·lapsa.
La visió de Cole era molt pessimista en comparació a la de la majoria dels seus compatriotes nord-americans, que pensaven que els Estats Units d'Amèrica serien una excepció a aquest tràgic procés que l'artista havia pintat. Generalment se cita The History of the Decline and Fall of the Roman Empire, d'Edward Gibbon, com a influència en el pensament de Cole per a aquesta obra. També va treure idees del poema Les peregrinacions de Childe Harold de Lord Byron. La primera vegada que va exposar les pintures, va utilitzar una cita d'aquest poema: “First freedom, then glory; when that fails, wealth, vice, corruption” "Primer, la llibertat, després la glòria; quan això falla, la riquesa, el vici, la corrupció". A l'hora d'escollir un títol per a la sèrie, es va inspirar en la primera línia del poema de George Berkeley, “Verses on the Prospect of Planting Arts and Learning in America” (1729) que comença, "Westward the Course of Empire takes its way." Lamentablement, Luman Reed no va viure per veure la sèrie acabada. Va morir el juny de 1836, però la seva família va animar Cole a completar les pintures. Aquesta sèrie es va convertir en el nucli de la New-York Gallery of the Fine Arts, i tota la col·lecció va ser donada a la New-York Historical Society l'any 1858.

## El Curs de l'Imperi

### L'Estat Primitiu, o El Començament de l'Imperi
- Pintura a l'oli sobre llenç; 99,7 x 160,7 cm.
- Signat a la part inferior dreta: "T.Cole"
- Situació dins el conjunt: part superior esquerra.

Aquest llenç mostra una vall des de la riba d'un riu, sota la llum tènue de l'albada d'un dia tempestuós. Al darrer terme hi ha representat un gran penyal punxegut, que es repetirà en els altres quatre llenços, servint de punt de referència de cada composició. Els núvols i la boira amaguen part del paisatge llunyà, com si volguessin ocultar un futur imprevisible. A la part dreta del llenç, un caçador revestit de pells persegueix algun animal. A la part inferior dreta hi ha dues canoes navegant pel riu i, sobre seu es pot veure una clariana amb diversos tipis al voltant d'una foguera, el nucli de la futura ciutat. Les referències visuals són les de la vida aborigen d'Amèrica del Nord. Aquesta pintura representa l'estat ideal de la vida natural. És un món silvestre però sà, no malmès per l'Home.

### L'Estat Arcadià o Pastoral

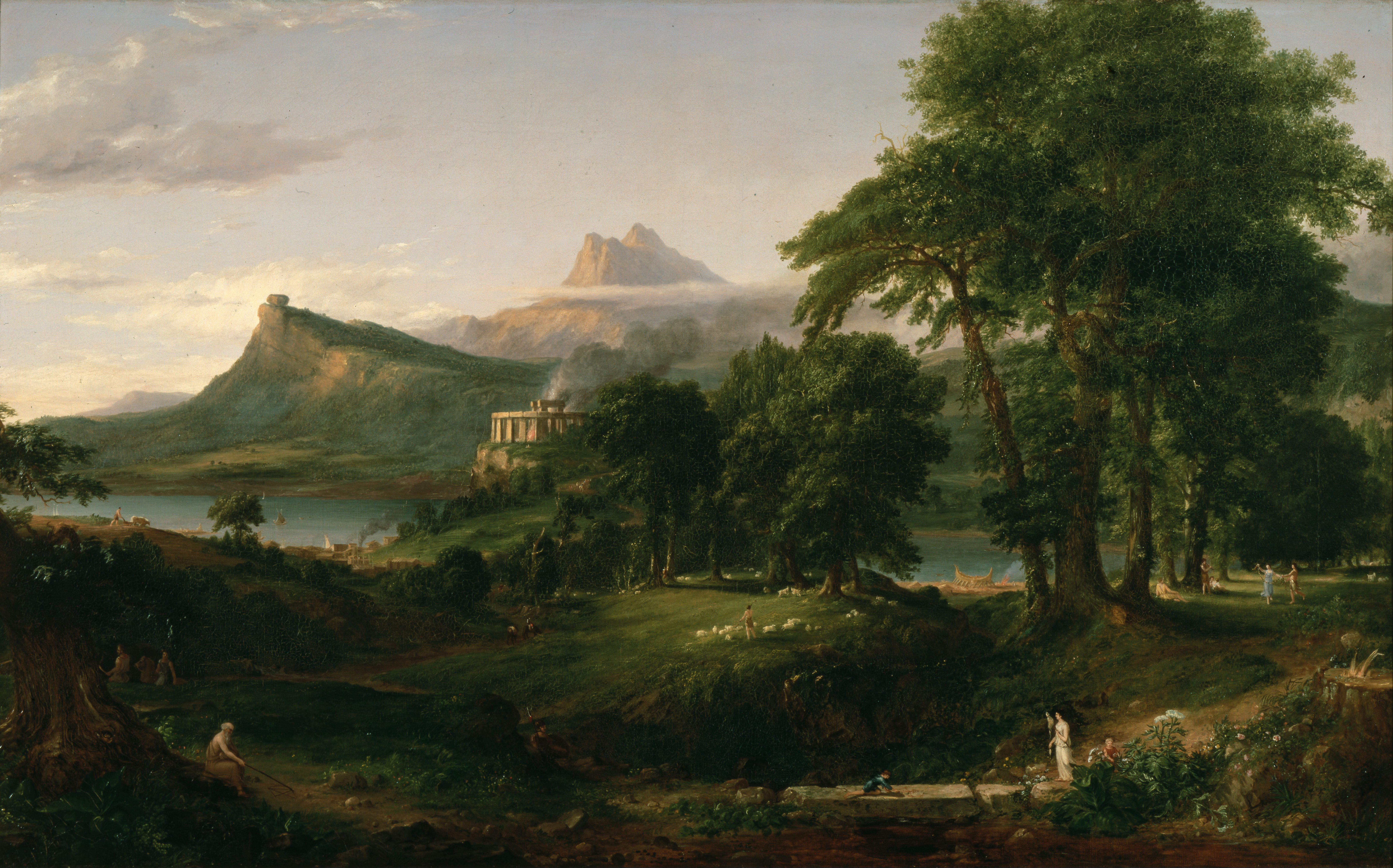
L'Estat Arcadià o Pastoral.

- Pintura a l'oli sobre llenç; 99,7 x 160,7 cm.
- Signat a la part inferior central: "T.C."
- Situació dins el conjunt: part inferior esquerra.

En un cel clar de primavera o l'estiu, el punt de vista del llenç s'ha desplaçat més enllà del riu. El penyal ara es troba a la part esquerra de la pintura, mentre en darrer terme ara hi és visible una muntanya bifurcada. Gran part del paisatge ha esdevingut camps llaurats i prats. Al fons s'hi veuen activitats agrícoles, ramaderes, lúdiques, i la construcció d'un vaixell. En primer pla a l'esquerra, un ancià està ocupat amb un problema geomètric que dibuixa a terra amb un pal. Vora el riu, s'ha construït un temple megalític. Les imatges reflecteixen una antiga Grècia, idealitzada, pre-urbana, i en pau amb la terra. El Medi ambient s'ha alterat, però sense que la Natura o els seus habitants estiguin en perill. Tanmateix, la construcció del vaixell de guerra i la mare preocupada veient com el seu fill esbossa un soldat, anuncien les ambicions imperials emergents.

### La Culminació de l'Imperi

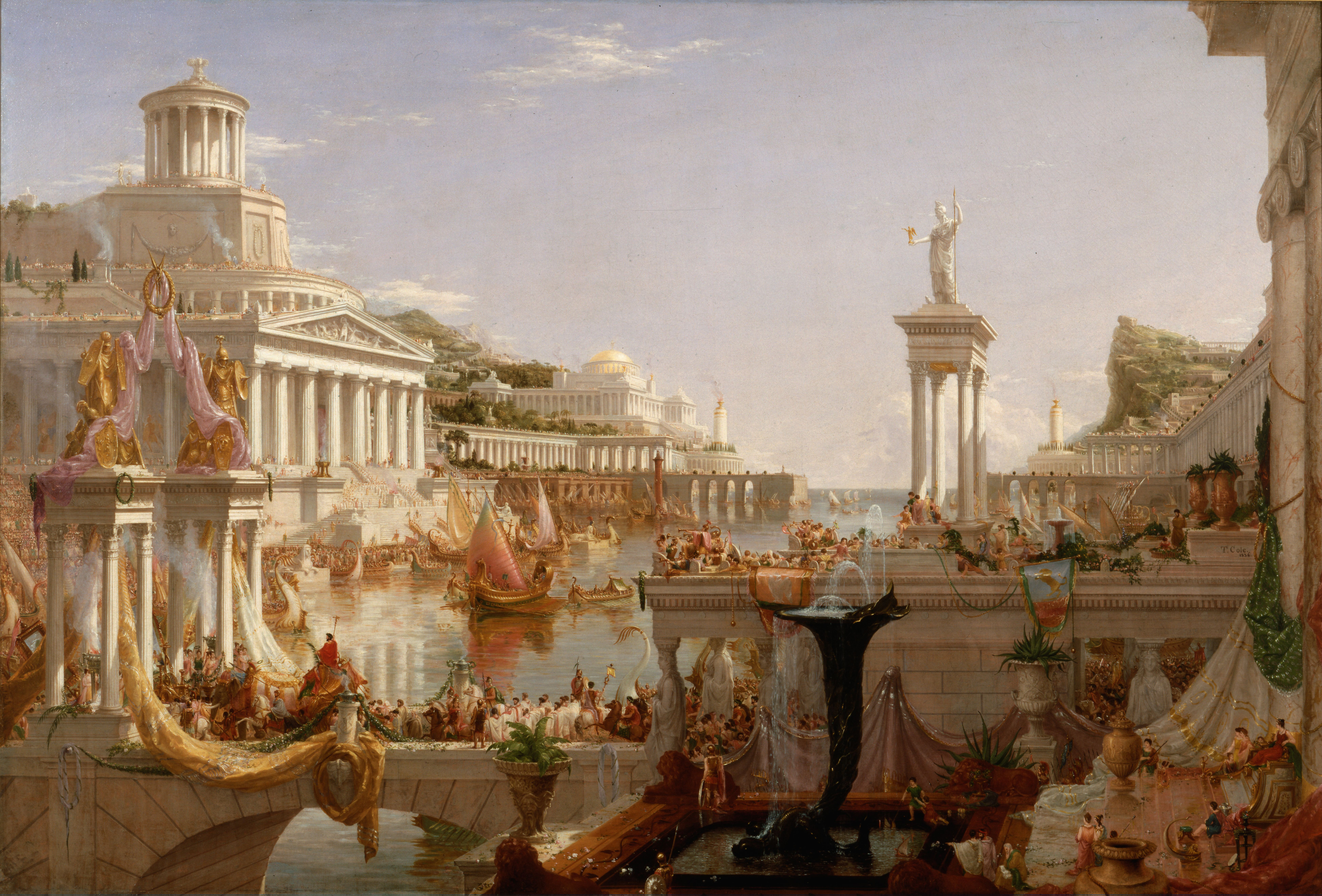
La Culminació de l'Imperi

- Pintura a l'oli sobre llenç; 130,1 x 193,0 cm.
- Signat a la part central dreta: "T.Cole |1836"
- Situació dins el conjunt: part central.

En aquest llenç, el punt vista és a la costa oposada, la clariana de la primera pintura. És el migdia d'un gloriós dia d'estiu. Ambdós costats de la vall estan coberts d'edificis de marbre. El temple megalític sembla haver esdevingut una enorme estructura amb una cúpula que domina la riba del riu. La desembocadura del riu està custodiada per dos fars, i els vaixells amb veles llatines surten al mar, més enllà. Una multitud alegre es reuneix als balcons i terrasses, i un rei o general victoriós, vestit d'escarlata, creua un pont que connecta els dos costats del riu, en una processó triomfal. En primer pla, brolla aigua d'una magnífica font. L'aspecte de la pintura suggereix l'apogeu de l'Imperi Romà.
Al darrer terme, s'aixequen les torres dels dos fars que guarden l'entrada al port. Tanmateix, la decadència s'intueix en certs detalls d'aquest paisatge urbà i anticipa la inevitable caiguda d'aquesta poderosa civilització. A la part inferior central-dreta hi ha dos nois, potser germans, al costat dret d'una piscina, l'un vestit de vermell i l'altre de verd, i sembla que discuiteixin a causa d'uns vaixells de joguina.

### Destrucció

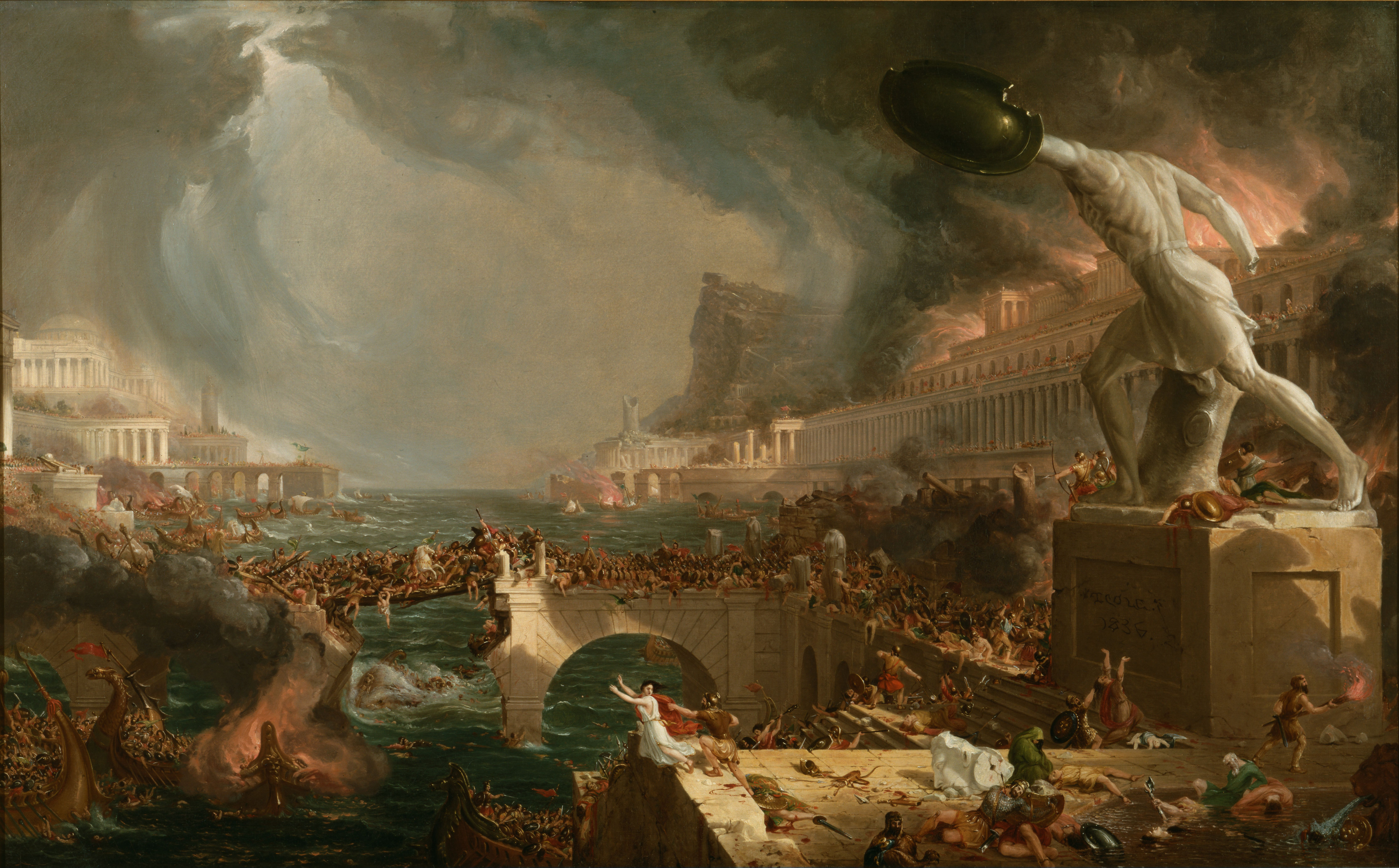
Destrucció.

- Destrucció.Pintura a l'oli sobre llenç; 99,7 x 161,3 cm.
- Signat a la part inferior dreta: "T.Cole1836"
- Situació dins el conjunt: part superior dreta.

El punt de vista d'aquesta pintura és similar al de l'obra anterior, però està retirat gairebé al centre del riu, per permetre una escena més àmplia. Sembla que una flota d'enemics ha enderrocat les defenses de la ciutat i ha navegat pel riu, El llenç descriu el saqueig i la destrucció de la ciutat, amb una tempesta vista en la distància. El pont a través del riu està trencat, i una passera improvisada suporta el pas de soldats i refugiats. Les columnes dels edificis estan trencades, i el foc crema des de les plantes superiors d'un palau fins als edificis de la riba del riu. En primer pla, l'estàtua decapitada d'algun heroi -que recorda el Gladiador Borghese- s'aixeca, girat vers un panorama desolador. A la llum de la tarda, es veuen morts en les fonts i sobre els monuments construïts per la civilització ara caiguda. L'escena és potser suggerida pel Saqueig de Roma (455). D'altra banda, els colors de les banderes de les dues forces contendents a aquest llenç són els mateixos que els dels vestits dels dos nois del llenç anterior, que potser, amb el pas dels anys, han esdevingut els caps dels dos exèrcits contendents.

### Desolació

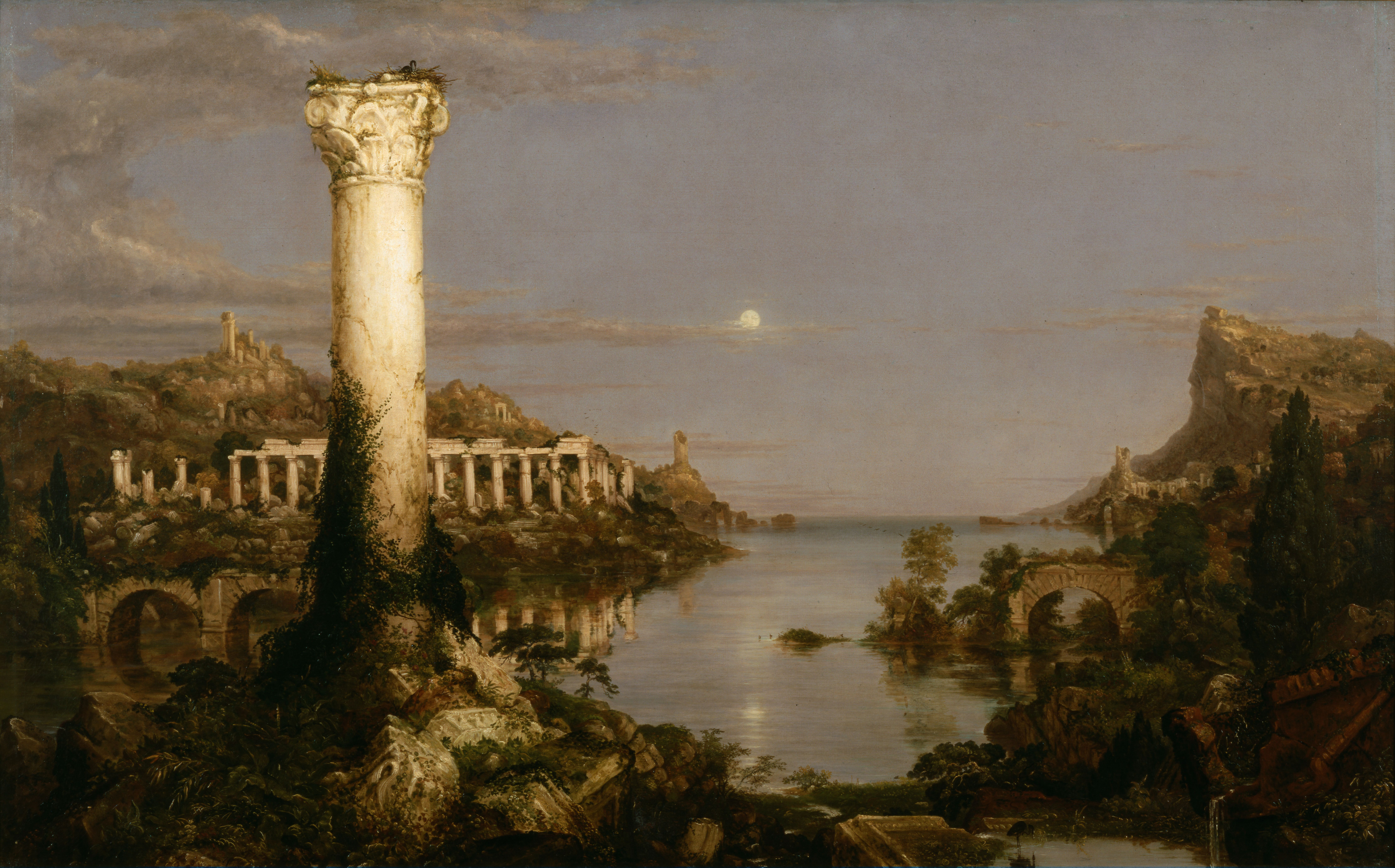
Desolació.

- Desolació.Pintura a l'oli sobre llenç; 99,7 x 161,3 cm.
- Signat a la part inferior dreta: "Cole"
- Situació dins el conjunt: part inferior dreta.

Aquest llenç mostra les ruïnes de la ciutat, dècades després, sota una llum crepuscular. El paisatge ha començat a tornar a l'estat silvestre i no es veuen éssers humans, tot i que les restes de la seva arquitectura emergeixen de sota d'un mantell d'arbres, heura i altres creixements. Al fons, hi ha representades les restes dels fars que donaven entrada al port. Els arcs del pont destrossat i les columnes del temple encara són visibles; una sola columna s'aixeca en primer pla, ara esdevinguda un lloc de nidificació per a les aus. La sortida del Sol de la primera pintura es reflecteix aquí per una lluna, una llum pàl·lida que es reflecteix en el riu en ruïnes, mentre que la columna que resta de peu reflecteix els últims raigs de posta de sol. Aquesta imatge ombrívola suggereix com tots els imperis podrien quedar, després de la seva caiguda. És un tràgic futur possible, en el qual una civilització ha estat destruïda per la seva pròpia mà.